# SVOPC
SVOPC (англ. Sinusoidal Voice Over Packet Coder) — метод сжатия аудиоданных, используемый в приложениях ip-телефонии. SVOPC представляет собой аудиокодек с потерями, созданный специально для каналов коммуникации, подверженных потерям пакетов. Использует бо́льшую ширину канала, нежели другие кодеки, оптимизированные к ширине пропускного канала, но менее подвержен потерям пакетов.
Skype Limited разработала кодек SVOPC для Skype. Он был впервые использован в Skype 3.2 beta 53, вышедшем 28 марта 2007 года. Начиная с версии Skype 4.0 для настольных компьютеров c OC Windows, был добавлен новый кодек SILK. Далее, начиная с версии 6.0 кодек SVOPC был исключён из программы Skype.

## Технические характеристики
Operation is quasi-harmonic modelling of the linear prediction residual.
Кодек использует частоту дискретизации 16 кГц, что обеспечивает полосу пропускания аудио в 8 кГц. SVOPC обеспечивает передачу аудиоданных высокого субъективного качества при полосе пропускания канала около 20 кбит/с.
Для сжатия данных используются операции с плавающей запятой, что может быть неэффективно при использовании кодека во встраиваемых системах. Новый кодек SILK был разработан с учётом данного факта.